# Beilschmiedia micranthopsis
Beilschmiedia micranthopsis är en lagerväxtart som beskrevs av André Joseph Guillaume Henri Kostermans. Beilschmiedia micranthopsis ingår i släktet Beilschmiedia och familjen lagerväxter. Inga underarter finns listade i Catalogue of Life.